# Basket-ball en Suisse
Le basket-ball en Suisse est un sport de second plan comparé au football, au hockey sur glace, au ski, à la gymnastique ou encore à la randonnée,. Il a néanmoins gagné en popularité au fil des années. La promotion de la discipline et la gestion des compétitions sont confiées à la fédération nationale Swiss Basketball, créée en 1929.
Selon cette dernière, on dénombre actuellement quelque 200 clubs et 24 000 personnes licenciées dans le pays, contre environ 15'000 en 2007. Historiquement, la pratique et l'intérêt pour le basket-ball sont davantage développés en Suisse romande et au Tessin qu'en Suisse alémanique, bien que cette situation tende elle aussi à évoluer.

## Histoire
Les premières mentions de basket-ball dans la presse romande dateraient de 1904, avec un nombre croissant d'apparition dès les années 1910. À l'époque, en Suisse, ce sport nouveau est notamment pratiqué dans des patinoires, par exemple à Leysin, et Montreux. Un article de journal expliquant en quoi consiste le basket-ball décrit alors un jeu qui «nécessite un effort physique beaucoup plus grand  qu'on ne serait tenté de le croire au premier abord» et qui, si ses règles sont «un peu compliquées», est «vivement recommandé aux écoles en quêtes de distractions saines».
Le basket-ball est d'abord intégré aux compétitions d'athlétisme. Ainsi, en novembre 1919, six équipes s'affrontent lors du championnat suisse des courses relais. Le Cercle des Sports de Lausanne organisera à plusieurs reprises des jeux universitaires nationaux qui contribueront, selon les journalistes de l'époque, à populariser la discipline. Genève, Zurich et Berne figurent parmi les villes représentées dans ces tournois.

Le 23 avril 1922, un tournoi féminin de basket-ball est au menu des festivités pour l'inauguration du Stade de Vidy, à Lausanne.

## Compétition

### Compétitions nationales

#### Championnats seniors
| Niveau | Championnat masculin          | Championnat féminin                  |
| ------ | ----------------------------- | ------------------------------------ |
| 1      | Swiss Basketball League (SBL) | Swiss Basketball League Women (SBLW) |
| 2      | NLB Men (NLBM)                | NLB Women (NLBW)                     |
| 3      | NL1 Men (1LNM)                | NL1 Women (1LNF)                     |
| 4      | Ligues régionales             | Ligues régionales                    |

### Équipes nationales
L'équipe de Suisse masculine de basket-ball n'a jamais disputé un championnat du monde et ses participations à l'Eurobasket datent des années 1950.

## Basket-ball en fauteuil roulant
L'Association Suisse des Paraplégiques, via son programme «Sport Suisse en fauteuil roulant» et en partenariat avec la fédération nationale Swiss Basketball, organise chaque année deux championnats (baptisés Master League et Challenge League) et une Coupe de Suisse de basket-ball en fauteuil roulant. La saison régulière dure d'octobre à février ou mars de l'année suivante,.
On compte au moins une dizaine d'équipes au total dans le pays, parmi lesquelles les Rolling Rebels (Canton de Saint-Gall), les Ticino Bulls (Tessin), les Pilatus Dragons (Nottwil), les Jura Raptors (Delémont), l'Espérance Phoenix Pully (Pully) ou encore le Valais-Berne-Magic,,.

## Basket 3x3
Swiss Basketball organise le Swiss Tour, une compétition masculine qui comptait 16 équipes en 2023 et s'est déroulée durant l'été en quatre étapes («stages»), avant une finale à Zurich.
La fédération a également mis sur pied six équipes nationales selon trois catégories d'âge (seniors, U23 et U18), avec pour chacune une équipe masculine et une équipe féminine. L'équipe nationale masculine est coachée par Vladimir Ruzicic.
Lors de la coupe du monde 2025 qui a lieu en Mongolie, la Suisse 3x3 – composée des frères Natan et Thomas Jurkovitz, de Jonathan Dubas et de Jonathan Kazadi – offre au basketball suisse (y compris féminin et/ou à cinq) sa première médaille intercontinentale : l'argent. Elle affronte en effet l'Espagne en finale et s'incline sur le score de 17-21. En phase de groupe, la Suisse perd contre ces mêmes Espagnols (12-21), mais bat la Grande-Bretagne, les Pays-Bas (champions olympiques 2024) et la Lituanie (médaillée de bronze olympiques en 2024). En tête de son groupe, elle se qualifie directement pour les quarts de finale, où elle bat la Lettonie (championne olympique 2021) 21-15, puis la Serbie (double tenant du titre mondial) 21-11 en demi-finale.

## Personnalités notables
- Harold Mrazek
- Thabo Sefolosha et Clint Capela ont longtemps été les seuls joueurs suisses à avoir joué en NBA. Le 27 juin 2024, Kyshawn George devient le troisième joueur suisse a évoluer dans un club de NBA.
- Patrick Baumann

## Infrastructures

### Liste de salles destinées à la pratique du basket-ball
| Nom                          | Lieu     | Clubs principaux                 | Capacité | Année d'inauguration |
| ---------------------------- | -------- | -------------------------------- | -------- | -------------------- |
| Halles sportives de Beaulieu | Lausanne | Centre national du Basket Suisse |          | 2022                 |
| Halle Saint-Léonard          | Fribourg | Fribourg Olympic, Elfic Fribourg | 3000     | 2010                 |
| Galeries du Rivage           | Vevey    | Vevey Riviera Basket             | 2800     |                      |

## Liens entre la Suisse et la Fédération internationale (FIBA)
La Fédération internationale de basket-ball (FIBA) a été fondée à Genève le 18 juin 1932. La Suisse figurait parmi les huit nations qui l'ont composée à l'origine.
Le siège social a transité à plusieurs reprises entre Genève et Berne notamment. Il se situe actuellement en Suisse, plus précisément à Mies, dans le canton de Vaud. Le bâtiment, baptisé "Maison du basketball" et dont le coût total est estimé à 35 millions, a été officiellement inauguré le 18 juin 2013,.

## Médias
Tous les matchs de SBL, de NLB, de NL1 et de Coupe de Suisse, tant masculins que féminins, ainsi que les matchs des U18 et U16 nationaux masculins sont diffusés en direct et en libre accès sur la chaîne YouTube de la fédération, Swiss Basketball TV.
Le basket-ball bénéficie d'une bonne couverture dans les médias généralistes suisses. Les championnats locaux et l'équipe nationale sont les plus médiatisés. Les grands championnats internationaux sont généralement suivis sous un prisme helvétique; par exemple, la Ligue des Champions est évoquée sous l'angle des résultats des clubs suisses, tandis que la NBA est surtout couverte via les performances de Clint Capela.
Les médias suisses spécialisés dans le basket-ball apparaissent encore peu nombreux. En Suisse romande, on peut par exemple citer Le Cinq Majeur.